# Giuliano Ghelli
Giuliano Ghelli (né  à Florence le 10 mai 1944 et mort à San Casciano in Val di Pesa le 15 février 2014) est un  peintre et sculpteur italien. 

## Biographie
Giuliano Ghelli est un artiste autodidacte. Il a eu une carrière artistique prolifique qui a commencé dans les années 1960 avec ses premières expositions en Italie, puis dans les années 1970 avec ses premières représentations à l'étranger, notamment à Paris, Luxembourg, New York et Los Angeles.